# قورغون
قورغون هي بلدة في مقاطعة خطيرجي في ولاية نواوي في أوزبكستان.